# Kilburn (Londyn)
Kilburn – rejon w północno-zachodniej części Londynu, w Anglii, który jest podzielony między trzy londyńskie gminy: Brent, Camden oraz City of Westminster (niewielki obszar Kilburn). W rejonie znajduje się największe skupisko Irlandczyków spośród wszystkich części Londynu.